# Ancy-le-Franc
Ancy-le-Franc là một xã của Pháp,tọa lạc ở tỉnh Yonne trong vùng Bourgogne.

## Hành chính
| Danh sách các thị trưởng               |           |             |      |                       |
| Giai đoạn                              | Giai đoạn | Tên         | Đảng | Tư cách               |
| tháng 3 năm 2001                       | 2008      | Alain HENRY | PCF  | Maire d'Ancy le Franc |
| Tất cả các dữ liệu trước đây không rõ. |           |             |      |                       |

## Biến động dân số
| Năm | 1962 | 1968 | 1975 | 1982 | 1990 | 1999 |
| --- | ---- | ---- | ---- | ---- | ---- | ---- |
| Dân số | 1205 | 1220 | 1236 | 1188 | 1174 | 1108 |
| From the year 1962 on: No double counting—residents of multiple communes (e.g. students and military personnel) are counted only once. |      |      |      |      |      |      |